# Supercopa de Suazilandia
La Supercopa de Suazilandia es la copa en la que se enfrentan el ganador del Premier League de Suazilandia ante el ganador de la Copa de Suazilandia. Es organizada por la Asociación Nacional de Fútbol de Suazilandia.

## Ganadores
- 1992 : Denver Sundowns

### Swazi Paper Mills Champion of Champions
- 1993 : Mbabane Swallows                   5-0 Manzini Wanderers

### Charity Cup
- 1996 : Eleven Men in Flight
- 1998 : Mbabane Highlanders                2-0 Mbabane Swallows
- 1999 : Mbabane Swallows (played in league format)
- 2000 : Denver Sundowns

### Baphalali Charity Cup
- 2001 : Nkomazi Sundowns                   2-0 Young Buffaloes FC

### Swazi Telecom Charity Cup
- 2002 : Manzini Wanderers                  1-1 Royal Leopards (aet, 5-3 pen.)
- 2003 : Manzini Wanderers                  2-0 Mbabane Swallows
- 2004 : Mbabane Swallows                  1-0 Mbabane Highlanders
- 2005 : Manzini Wanderers                  1-0 Mbabane Highlanders
- 2006 : Royal Leopards                        3-1 Mbabane Swallows
- 2007 : Mbabane Highlanders and Manzini Wanderers  (abandoned at 2-0 in 75')
- 2008 : Mbabane Highlanders              0-0 Mbabane Swallows (aet, 5-4 pen.)
- 2009 : Moneni Pirates FC                  2-1 Mbabane Highlanders
- 2010 : Mbabane Highlanders            1-0 Manzini Wanderers
- 2011 : Manzini Sundowns                 2-1 Manzini Wanderers
- 2012 : Manzini Sundowns                 1-0 Young Buffaloes FC
- 2013 : Royal Leopards                      0-0 Young Buffaloes FC (aet, 4-1 pen.)
- 2014 : Mbabane Swallows                0-0 Royal Leopards (aet, 5-4 pen.)
- 2015 : Royal Leopards                     1-0 Mbabane Swallows
- 2016 : Royal Leopards                     2-0 Manzini Wanderers
- 2017: Mbabane Swallows                1-1 Royal Leopards          [5-4 pen]
- 2018: Mbabane Swallows                2-1 Mbabane Highlanders
- 2019: Mbabane Highlanders  3-1 Manzini Wanderers

- Datos: Q2403204